# ГЕС Ла-Ангостура
ГЕС Ла Ангостура (Belisario Domínguez)— гідроелектростанція у мексиканському штаті Чіапас. Знаходячись перед ГЕС Чікоасен, становить верхній ступінь каскаду на річці  Гріхальва, яка впадає до південної частини Мексиканської затоки.
В межах проекту річку перекрили кам’яно-накидною греблею з глиняним ядром висотою 145 метрів, довжиною 295 метрів та шириною по гребеню 10 метрів, яка потребувала 4 млн м3 матеріалу. Вона утримує витягнуте по долині Гріхальви на сотню кілометрів водосховище з площею поверхні 630 км2 та об'ємом 13169 млн м3 (під час повені до 17357 млн м3), в якому припустиме коливання рівня між позначками 500 та 533 метра НРМ (під час повені до 540 метрів НРМ).
Споруджений у підземному виконанні пригреблевий машинний зал має розміри 100х22 метра при висоті 43 метрів. Його обладнали п’ятьма турбінами типу Френсіс потужністю по 180 МВт, які забезпечують виробництво 3667 млн кВт-год електроенергії на рік.